# British Academy Film Award/Beste Nebendarstellerin

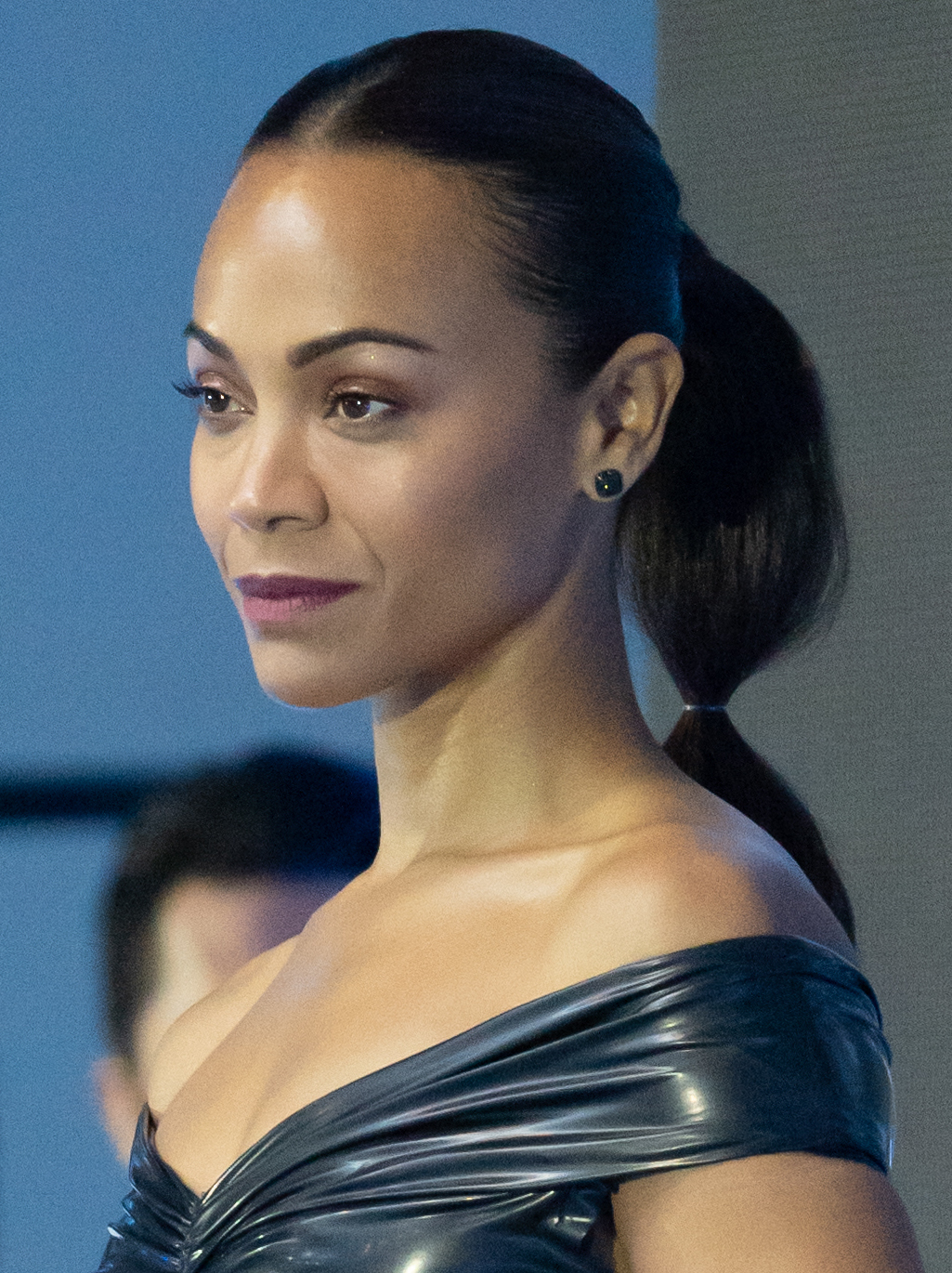
Preisträgerin 2025: Zoë Saldaña (Emilia Pérez)

Gewinner und Nominierte in der Kategorie Beste Nebendarstellerin (Supporting Actress) bei den British Academy Film Awards (BAFTA Awards), die nach Umstrukturierung der Preisverleihung im Jahr 1968 eingeführt wurde. Ausgezeichnet werden die herausragendsten Schauspielleistungen des vergangenen Kalenderjahres, wobei die Anzahl der Nominierungen im Jahr 2000 von vier auf fünf erhöht wurde. Doppelnominierungen für verschiedene Filmproduktionen erreichten in den Jahren 1969 und 1993 die Britinnen Billie Whitelaw und Miranda Richardson sowie 2020 die Australierin Margot Robbie. Im Jahr 2024 erhielt die deutsche Schauspielerin Sandra Hüller (Anatomie eines Falls / The Zone of Interest) eine Doppel-Nominierung als beste Haupt- und Nebendarstellerin.
24 Mal stimmte die BAFTA-Award-Gewinnerin mit der späteren Oscar-Preisträgerin überein, zuletzt 2024 mit dem Sieg von Da’Vine Joy Randolph (The Holdovers).
| Statistik                         | Name            | Anzahl | Jahr                                                 |
| --------------------------------- | --------------- | ------ | ---------------------------------------------------- |
| Häufigste Auszeichnungen          | Judi Dench      | 2      | 1987, 1999                                           |
| Häufigste Auszeichnungen          | Kate Winslet    | 2      | 1996, 2016                                           |
| Häufigste Nominierungen           | Judi Dench      | 9      | 1986, 1987, 1988, 1989, 1999, 2001, 2002, 2012, 2013 |
| Häufigste Nominierungen ohne Sieg | Anjelica Huston | 3      | 1986, 1991, 1995                                     |
| Häufigste Nominierungen ohne Sieg | Margot Robbie   | 3      | 2019, 2020, 2020                                     |
| Häufigste Nominierungen ohne Sieg | Meryl Streep    | 3      | 1980, 2003, 2005                                     |

Die unten aufgeführten Filme werden mit ihrem deutschen Verleihtitel (sofern ermittelbar) angegeben, danach folgt in Klammern in kursiver Schrift der fremdsprachige Originaltitel. Die Nennung des Originaltitels entfällt, wenn deutscher und fremdsprachiger Filmtitel identisch sind. Die Gewinner stehen hervorgehoben an erster Stelle.

## 1960er-Jahre
1969
Billie Whitelaw – Ein erfolgreicher Blindgänger (Charlie Bubbles) und Teufelskreis Y (Twisted Nerve)
- Pat Heywood – Romeo und Julia (Romeo and Juliet!)
- Virginia Maskell – Zwischenspiel (Interlude)
- Simone Signoret – Satanische Spiele (Games)

## 1970er-Jahre
1970
Celia Johnson – Die besten Jahre der Miss Jean Brodie (The Prime of Miss Jean Brodie)
- Peggy Ashcroft – 2 durch 3 geht nicht (Three Into Two Won’t Go)
- Pamela Franklin – Die besten Jahre der Miss Jean Brodie (The Prime of Miss Jean Brodie)
- Mary Wimbush – Oh! What a Lovely War

1971
Susannah York – Nur Pferden gibt man den Gnadenschuß (They Shoot Horses, Don’t They?)
- Evin Crowley – Ryans Tochter (Ryan’s Daughter)
- Estelle Parsons – Watermelon Man
- Maureen Stapleton – Airport

1972
Margaret Leighton – Der Mittler (The Go-Between)
- Jane Asher – Deep End
- Georgia Brown – Der wütende Mond (The Raging Moon)
- Georgia Engel – Taking Off

1973
Cloris Leachman – Die letzte Vorstellung (The Last Picture Show)
- Marisa Berenson – Cabaret
- Eileen Brennan – Die letzte Vorstellung (The Last Picture Show)
- Shelley Winters – Die Höllenfahrt der Poseidon (The Poseidon Adventure)

1974
Valentina Cortese – Die amerikanische Nacht (La nuit américaine)
- Rosemary Leach – Trau keinem über 18 (That’ll Be the Day)
- Delphine Seyrig – Der Schakal (The Day of the Jackal)
- Ingrid Thulin – Schreie und Flüstern (Viskningar och rop)

1975
Ingrid Bergman – Mord im Orient-Expreß (Murder on the Orient Express)
- Sylvia Sidney – Sommerwünsche – Winterträume (Summer Wishes, Winter Dreams)
- Sylvia Syms – Die Frucht des Tropenbaumes (The Tamarind Seed)
- Cindy Williams – American Graffiti

1976
Diane Ladd – Alice lebt hier nicht mehr (Alice Doesn’t Live Here Anymore)
- Ronee Blakley – Nashville
- Lelia Goldoni – Alice lebt hier nicht mehr (Alice Doesn’t Live Here Anymore)
- Gwen Welles – Nashville

1977
Jodie Foster – Bugsy Malone und Taxi Driver
- Annette Crosbie – Cinderellas silberner Schuh (The Slipper and The Rose)
- Vivien Merchant – The Homecoming
- Billie Whitelaw – Das Omen (The Omen)

1978
Geraldine Chaplin – Willkommen in Los Angeles (Welcome to L.A.)
- Jenny Agutter – Equus – Blinde Pferde (Equus)
- Joan Plowright – Equus – Blinde Pferde (Equus)
- Shelley Winters – Ein Haar in der Suppe (Next Stop, Greenwich Village)

1979
Geraldine Page – Innenleben (Interiors)
- Angela Lansbury – Tod auf dem Nil (Death on the Nile)
- Maggie Smith – Tod auf dem Nil (Death on the Nile)
- Mona Washbourne – Stevie

## 1980er-Jahre
1980
Rachel Roberts – Yanks – Gestern waren wir noch Fremde (Yanks)
- Lisa Eichhorn – Die Europäer (The Europeans)
- Mariel Hemingway – Manhattan
- Meryl Streep – Manhattan

1981 – 1982
Preis nicht vergeben

1983
Rohini Hattangadi – Gandhi

Maureen Stapleton – Reds
- Candice Bergen – Gandhi
- Jane Fonda – Am goldenen See (On Golden Pond)

1984
Jamie Lee Curtis – Die Glücksritter (Trading Places)
- Teri Garr – Tootsie
- Rosemary Harris – The Ploughman’s Lunch
- Maureen Lipman – Rita will es endlich wissen (Educating Rita)

1985
Liz Smith – Magere Zeiten – Der Film mit dem Schwein (A Private Function)
- Eileen Atkins – Ein ungleiches Paar (The Dresser)
- Cher – Silkwood
- Tuesday Weld – Es war einmal in Amerika (Once Upon a Time in America)

1986
Rosanna Arquette – Susan… verzweifelt gesucht (Desperately Seeking Susan)
- Judi Dench – Wetherby
- Anjelica Huston – Die Ehre der Prizzis (Prizzi’s Honor)
- Tracey Ullman – Eine demanzipierte Frau (Plenty)

1987
Judi Dench – Zimmer mit Aussicht (A Room with a View)
- Rosanna Arquette – Die Zeit nach Mitternacht (After Hours)
- Barbara Hershey – Hannah und ihre Schwestern (Hannah and Her Sisters)
- Rosemary Leach – Zimmer mit Aussicht (A Room with a View)

1988
Susan Wooldridge – Hope and Glory
- Judi Dench – Zwischen den Zeilen (84 Charing Cross Road)
- Vanessa Redgrave – Das stürmische Leben des Joe Orton (Prick Up Your Ears)
- Dianne Wiest – Radio Days

1989
Olympia Dukakis – Mondsüchtig (Moonstruck)
- Maria Aitken – Ein Fisch namens Wanda (A Fish Called Wanda)
- Anne Archer – Eine verhängnisvolle Affäre (Fatal Attraction)
- Judi Dench – Eine Handvoll Staub (A Handful of Dust)

## 1990er-Jahre
1990
Michelle Pfeiffer – Gefährliche Liebschaften (Dangerous Liaisons)
- Peggy Ashcroft – Madame Sousatzka
- Laura San Giacomo – Sex, Lügen und Video (Sex, Lies, and Videotape)
- Sigourney Weaver – Die Waffen der Frauen (Working Girl)

1991
Whoopi Goldberg – Ghost – Nachricht von Sam (Ghost)
- Anjelica Huston – Verbrechen und andere Kleinigkeiten (Crimes and Misdemeanors)
- Shirley MacLaine – Magnolien aus Stahl (Steel Magnolias)
- Billie Whitelaw – Die Krays (The Krays)

1992
Kate Nelligan – Frankie & Johnny (Frankie and Johnny)
- Annette Bening – Grifters (The Grifters)
- Amanda Plummer – König der Fischer (The Fisher King)
- Julie Walters – Stepping Out

1993
Miranda Richardson – Verhängnis (Damage)
- Kathy Bates – Grüne Tomaten (Fried Green Tomatoes)
- Helena Bonham Carter – Wiedersehen in Howards End (Howards End)
- Miranda Richardson – The Crying Game

1994
Miriam Margolyes – Zeit der Unschuld (The Age of Innocence)
- Holly Hunter – Die Firma (The Firm)
- Winona Ryder – Zeit der Unschuld (The Age of Innocence)
- Maggie Smith – Der geheime Garten (The Secret Garden)

1995
Kristin Scott Thomas – Vier Hochzeiten und ein Todesfall (Four Weddings and a Funeral)
- Charlotte Coleman – Vier Hochzeiten und ein Todesfall (Four Weddings and a Funeral)
- Sally Field – Forrest Gump
- Anjelica Huston – Manhattan Murder Mystery

1996
Kate Winslet – Sinn und Sinnlichkeit (Sense and Sensibility)
- Joan Allen – Nixon
- Mira Sorvino – Geliebte Aphrodite (Mighty Aphrodite)
- Elizabeth Spriggs – Sinn und Sinnlichkeit (Sense and Sensibility)

1997
Juliette Binoche – Der englische Patient (The English Patient)
- Lauren Bacall – Liebe hat zwei Gesichter (The Mirror Has Two Faces)
- Marianne Jean-Baptiste – Lügen und Geheimnisse (Secrets & Lies)
- Lynn Redgrave – Shine

1998
Sigourney Weaver – Der Eissturm (The Ice Storm)
- Lesley Sharp – Ganz oder gar nicht (The Full Monty)
- Jennifer Ehle – Oscar Wilde (Wilde)
- Zoë Wanamaker – Oscar Wilde (Wilde)

1999
Judi Dench – Shakespeare in Love
- Kathy Bates – Mit aller Macht (Primary Colors)
- Brenda Blethyn – Little Voice
- Lynn Redgrave – Gods and Monsters

## 2000er-Jahre
2000
Maggie Smith – Tee mit Mussolini (Tea with Mussolini)
- Thora Birch – American Beauty
- Cate Blanchett – Der talentierte Mr. Ripley (The Talented Mr. Ripley)
- Cameron Diaz – Being John Malkovich
- Mena Suvari – American Beauty

2001
Julie Walters – Billy Elliot – I Will Dance (Billy Elliot)
- Judi Dench – Chocolat – Ein kleiner Biss genügt (Chocolat)
- Frances McDormand – Almost Famous – Fast berühmt (Almost Famous)
- Lena Olin – Chocolat – Ein kleiner Biss genügt (Chocolat)
- Zhang Ziyi – Tiger & Dragon (臥虎藏龍)

2002
Jennifer Connelly – A Beautiful Mind – Genie und Wahnsinn (A Beautiful Mind)
- Judi Dench – Schiffsmeldungen (The Shipping News)
- Helen Mirren – Gosford Park
- Maggie Smith – Gosford Park
- Kate Winslet – Iris

2003
Catherine Zeta-Jones – Chicago
- Toni Collette – About a Boy oder: Der Tag der toten Ente (About a Boy)
- Queen Latifah – Chicago
- Julianne Moore – The Hours – Von Ewigkeit zu Ewigkeit (The Hours)
- Meryl Streep – Adaption – Der Orchideen-Dieb (Adaptation)

2004
Renée Zellweger – Unterwegs nach Cold Mountain (Cold Mountain)
- Holly Hunter – Dreizehn (Thirteen)
- Laura Linney – Mystic River
- Judy Parfitt – Das Mädchen mit dem Perlenohrring (Girl with a Pearl Earring)
- Emma Thompson – Tatsächlich… Liebe (Love Actually)

2005
Cate Blanchett – Aviator (The Aviator)
- Julie Christie – Wenn Träume fliegen lernen (Finding Neverland)
- Heather Craney – Vera Drake
- Natalie Portman – Hautnah (Closer)
- Meryl Streep – Der Manchurian Kandidat (The Manchurian Candidate)

2006
Thandie Newton – L.A. Crash (Crash)
- Brenda Blethyn – Stolz und Vorurteil (Pride & Prejudice)
- Catherine Keener – Capote
- Frances McDormand – Kaltes Land (North Country)
- Michelle Williams – Brokeback Mountain

2007
Jennifer Hudson – Dreamgirls
- Emily Blunt – Der Teufel trägt Prada (The Devil Wears Prada)
- Abigail Breslin – Little Miss Sunshine
- Toni Collette – Little Miss Sunshine
- Frances de la Tour – Die History Boys – Fürs Leben lernen (The History Boys)

2008
Tilda Swinton – Michael Clayton
- Cate Blanchett – I’m Not There
- Kelly Macdonald – No Country for Old Men
- Samantha Morton – Control
- Saoirse Ronan – Abbitte (Atonement)

2009
Penélope Cruz – Vicky Cristina Barcelona
- Amy Adams – Glaubensfrage (Doubt)
- Freida Pinto – Slumdog Millionär (Slumdog Millionaire)
- Tilda Swinton – Burn After Reading – Wer verbrennt sich hier die Finger? (Burn After Reading)
- Marisa Tomei – The Wrestler – Ruhm, Liebe, Schmerz

## 2010er-Jahre
2010
Mo’Nique – Precious – Das Leben ist kostbar (Precious: Based on the Novel Push by Sapphire)
- Anne-Marie Duff – Nowhere Boy
- Vera Farmiga – Up in the Air
- Anna Kendrick – Up in the Air
- Kristin Scott Thomas – Nowhere Boy

2011
Helena Bonham Carter – The King’s Speech
- Amy Adams – The Fighter
- Barbara Hershey – Black Swan
- Lesley Manville – Another Year
- Miranda Richardson – We Want Sex (Made in Dagenham)

2012
Octavia Spencer – The Help
- Jessica Chastain – The Help
- Judi Dench – My Week with Marilyn
- Melissa McCarthy – Brautalarm (Bridesmaids)
- Carey Mulligan – Drive

2013
Anne Hathaway – Les Misérables
- Amy Adams – The Master
- Judi Dench – James Bond 007 – Skyfall (Skyfall)
- Sally Field – Lincoln
- Helen Hunt – The Sessions – Wenn Worte berühren (The Sessions)

2014
Jennifer Lawrence – American Hustle
- Julia Roberts – Im August in Osage County (August: Osage County)
- Lupita Nyong’o – 12 Years a Slave
- Sally Hawkins – Blue Jasmine
- Oprah Winfrey – Der Butler (The Butler)

2015
Patricia Arquette – Boyhood
- Keira Knightley – The Imitation Game – Ein streng geheimes Leben (The Imitation Game)
- Rene Russo – Nightcrawler – Jede Nacht hat ihren Preis (Nightcrawler)
- Imelda Staunton – Pride
- Emma Stone – Birdman oder (Die unverhoffte Macht der Ahnungslosigkeit) (Birdman or (The Unexpected Virtue of Ignorance))

2016
Kate Winslet – Steve Jobs
- Jennifer Jason Leigh – The Hateful Eight
- Rooney Mara – Carol
- Alicia Vikander – Ex Machina
- Julie Walters – Brooklyn – Eine Liebe zwischen zwei Welten (Brooklyn)

2017
Viola Davis – Fences
- Naomie Harris – Moonlight
- Nicole Kidman – Lion – Der lange Weg nach Hause (Lion)
- Hayley Squires – Ich, Daniel Blake (I, Daniel Blake)
- Michelle Williams – Manchester by the Sea

2018
Allison Janney – I, Tonya
- Lesley Manville – Der seidene Faden (Phantom Thread)
- Laurie Metcalf – Lady Bird
- Kristin Scott Thomas – Die dunkelste Stunde (Darkest Hour)
- Octavia Spencer – Shape of Water – Das Flüstern des Wassers (The Shape of Water)

2019
Rachel Weisz – The Favourite – Intrigen und Irrsinn (The Favourite)
- Amy Adams – Vice – Der zweite Mann (Vice)
- Claire Foy – Aufbruch zum Mond (First Man)
- Margot Robbie – Maria Stuart, Königin von Schottland (Mary Queen of Scots)
- Emma Stone – The Favourite – Intrigen und Irrsinn (The Favourite)

## 2020er-Jahre
2020
Laura Dern – Marriage Story
- Scarlett Johansson – Jojo Rabbit
- Florence Pugh – Little Women
- Margot Robbie – Bombshell – Das Ende des Schweigens (Bombshell)
- Margot Robbie – Once Upon a Time in Hollywood

2021
Yoon Yeo-jeong – Minari – Wo wir Wurzeln schlagen (Minari)
- Niamh Algar – Calm with Horses
- Kosar Ali – Rocks
- Marija Bakalowa – Borat Anschluss Moviefilm (Borat Subsequent Moviefilm)
- Dominique Fishback – Judas and the Black Messiah
- Ashley Madekwe – County Lines

2022
Ariana DeBose – West Side Story
- Caitríona Balfe – Belfast
- Jessie Buckley – Frau im Dunkeln (The Lost Daughter)
- Ann Dowd – Mass
- Aunjanue Ellis – King Richard
- Ruth Negga – Seitenwechsel (Passing)

2023
Kerry Condon – The Banshees of Inisherin
- Angela Bassett – Black Panther: Wakanda Forever
- Hong Chau – The Whale
- Jamie Lee Curtis – Everything Everywhere All at Once
- Dolly de Leon – Triangle of Sadness
- Carey Mulligan – She Said

2024
Da’Vine Joy Randolph – The Holdovers
- Emily Blunt – Oppenheimer
- Danielle Brooks – Die Farbe Lila (The Color Purple)
- Claire Foy – All of Us Strangers
- Sandra Hüller – The Zone of Interest
- Rosamund Pike – Saltburn

2025
Zoë Saldaña – Emilia Pérez
- Jamie Lee Curtis – The Last Showgirl
- Selena Gomez – Emilia Pérez
- Ariana Grande – Wicked
- Felicity Jones – Der Brutalist (The Brutalist)
- Isabella Rossellini – Konklave (Conclave)